# Euploea cumaxa
Euploea cumaxa är en fjärilsart som beskrevs av Hans Fruhstorfer 1910. Euploea cumaxa ingår i släktet Euploea och familjen praktfjärilar. Inga underarter finns listade i Catalogue of Life.